# George Enescu
George Enescu (n. 19 august 1881, Liveni-Vârnav, Botoșani, România – d. 4 mai 1955, Paris, Île-de-France, Franța) a fost un compozitor, violonist, pedagog, pianist, dirijor și om de stat român. Este considerat cel mai important muzician român.

## Viața

### Copilăria
George Enescu s-a născut la 19 august 1881 în satul Liveni-Vârnav din județul Botoșani, în familia arendașului Costache Enescu și a soției lui, Maria, fiica preotului Cosmovici. A fost al optulea copil și primul care n-a murit în copilărie.  Mai târziu părinții lui s-au despărțit iar tatăl a avut o relație cu Maria Ferdinand Suschi, o tânără de origine poloneză, din care s-a născut un fiu ilegitim, pictorul Dumitru Bâșcu.
Părinții l-au alintat cu numele „Jurjac”, dat de guvernanta franceza Lydie Cedre, care a avut o influență profundă asupra educației sale începând de la vârsta de 6 ani.  
A manifestat încă din copilărie o înclinație extraordinară pentru muzică, începând să cânte la vioară la vârsta de 4 ani, iar la vârsta de 5 ani a apărut în primul său concert și a început studii de compoziție sub îndrumarea lui Eduard Caudella. Primele îndrumări muzicale le primise de la părinții săi și de la un vestit lăutar, Niculae Chioru.
„Eram, dacă-mi amintesc bine, un copil silitor și chiar destul de conștiincios. La patru ani știam să citesc, să scriu, să adun și să scad. Nu era meritul meu, căci îmi plăcea învățătura și aveam groază de aproape toate jocurile, mai cu seamă de cele brutale; le găseam  nefolositoare, având simțământul că pierd timpul; fugeam de zgomot și de vulgaritate, iar mai mult decât orice simțeam un fel de spaimă înnăscută în fața vieții. Ciudat copil, nu?”—Bernard Gavoty - Amintirile lui George Enescu''

### Activitate

#### Debutul ca interpret și compozitor. Primii ani
Între anii 1888 și 1894 studiază la Conservatorul din Viena, având profesori printre alții pe Joseph Hellmesberger jr. (vioară) și Robert Fuchs (compoziție). Se încadrează rapid în viața muzicală a Vienei, concertele sale, în care interpretează compoziții de Johannes Brahms, Pablo de Sarasate, Henri Vieuxtemps, Felix Mendelssohn-Bartholdy, entuziasmând presa și publicul, deși avea doar 12 ani.
După absolvirea Conservatorului din Viena cu medalia de argint, își continuă studiile la Conservatorul din Paris, între anii 1895 și 1899, sub îndrumarea lui Martin Pierre Marsick (vioară), André Gédalge (contrapunct), Jules Massenet și Gabriel Fauré (compoziție). La data de 6 februarie 1898 are debutul în calitate de compozitor în cadrul Concertelor Colonne din Paris cu Suita simfonică Poema Română.
În același an, începe să dea lecții de vioară la București și să dea recitaluri de vioară. Admirat de Regina Elisabeta a României (celebra iubitoare a artei Carmen Sylva) era deseori invitat să execute piese pentru vioară în Castelul Peleș din Sinaia.
Enescu a pus pe muzică câteva dintre poemele reginei Carmen Sylva, dând naștere mai multor lieduri în limba germană. Prințesa Martha Bibescu și-l disputa pe marele compozitor cu regina, dar se pare că aceasta din urmă a reușit să învingă, George Enescu fiind un invitat permanent la palatul regal, unde lua parte la seratele muzicale organizate de regină.

#### Începutul secolului al XX-lea. Lucrări semnificative
Din primii ani ai secolului XX datează compozițiile sale mai cunoscute, cum sunt cele două Rapsodii Române (1901-1902), Suita Nr. 1 pentru orchestră (1903), prima sa Simfonie (1905), Șapte cântece pe versuri de Clément Marot (1908).
Activitatea sa muzicală alternează între București și Paris, întreprinde turnee în mai multe țări europene, având parteneri prestigioși ca Alfredo Casella sau Louis Fournier.

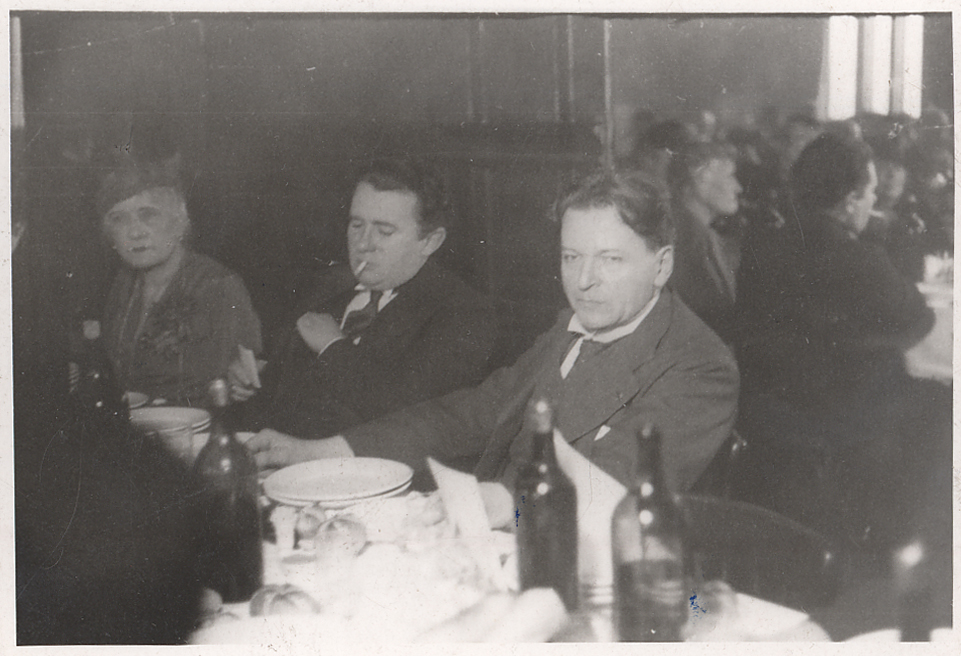
George Enescu la o masă festivă

În anii Primului război mondial rămâne în București. Dirijează Simfonia a IX-a de Ludwig van Beethoven (pentru prima dată în audiție integrală în România), compoziții de Claude Debussy, precum și creațiile proprii: Simfonia Nr. 2 (1913), Suita pentru orchestră Nr. 2 (1915). În același an are loc prima ediție a concursului de compoziție George Enescu, în cadrul căruia compozitorul oferea câștigătorilor, din veniturile sale proprii, sume de bani generoase, precum și șansa interpretării acestor piese în concerte.

#### Perioada interbelică
După război își continuă activitatea împărțită între România și Franța. De neuitat au rămas interpretările sale ale Poemului pentru vioară și quartet de corzi de Ernest Chausson și ale Sonatelor și Partitelor pentru vioară solo de Johann Sebastian Bach. Face mai multe călătorii în Statele Unite ale Americii, unde a dirijat orchestrele din Philadelphia (1923) și New York (1938).

Activitatea sa pedagogică capătă de asemenea o importanță considerabilă. Printre elevii săi se numără violoniștii Christian Ferras, Ivry Gitlis, Arthur Grumiaux și Yehudi Menuhin. Acesta din urmă, virtuoz cu o profundă cultură umanistă, a păstrat un adevărat cult și o profundă afecțiune pentru Enescu, considerându-l părintele său spiritual. 
|  | Pentru mine, Enescu va rămâne una din veritabilele minuni ale lumii. (...) Rădăcinile puternice și noblețea sufletului său sunt provenite din propria lui țară, o țară de inegalată frumusețe. | — Yehudi Menuhin |

Statuia lui George Enescu amplasată lângă Universitatea Națională de Muzică București. Sculptor Boris Caragea, 1961

Statuia lui George Enescu, sculptată de Ion Jalea, instalată în 1971 pe peluza din fața Operei Naționale București

În anul 1932 devine membru titular al Academiei Române.

#### OperaOedip
În anii 1921-1931 lucra la opera Oedip, monumentală creație dramatică și muzicală, care abia în ultimii ani a început să se impună pe scenele teatrelor de operă din lume. O dedică Mariei Tescanu Rosetti (fostă Cantacuzino), cu care se va căsători în 1937. Aceasta fusese una din doamnele de onoare ale Reginei Maria și, după o căsătorie cu prințul Cantacuzino și o pasiune pentru filozoful Nae Ionescu, și-a turnat acid pe față. La auzul veștii, Enescu s-a întors de la Paris imediat la București și a vegheat la căpătâiul doamnei de care era îndrăgostit. În urma acestui episod, Maruca Rosetti-Cantacuzino va rămâne desfigurată toată viața și va apărea în fotografii cu un voal negru pe față. Pe 4 decembrie 1937 Enescu se va căsători cu ea. Opera Oedip a fost terminată la conacul Marucăi din Tescani, într-un pavilion de vară ridicat pe o colină artificială din pământ, chiar în mijlocul pădurii. Premiera operei Oedip a avut loc la Paris pe 13 martie 1936 și s-a bucurat de un succes imediat. Primul bariton care l-a interpretat pe Oedip pe scena operei din Paris a fost Andre Piernet. Opera se inspiră din cele doua piese păstrate din ciclul de tragedii tebane ale lui Sofocle, Oedip la Colonos și Oedip rege. Libretistul operei a fost Edmond Fleg. Cariera internațională a operei a fost însă întreruptă de declanșarea celui de-al Doilea Război Mondial, când, în 1940, Paris-ul a fost ocupat de armata germană.
Opera și-a păstrat însă popularitatea în România, fiind de mai multe ori montată în timpul Festivalului Internațional George Enescu din București, premiera românească datând din 1958, când în rolul titular a evoluat David Ohanesian, regia aparținând lui Jean Rânzescu, iar dirijor fiind Constantin Silvestri. O spectaculoasă punere în scenă s-a făcut în regia lui Andrei Șerban (1995), care a provocat numeroase controverse.
În ultimii 20 de ani se observă un puternic reviriment al operei, prin montări în mai multe țări ale lumii, printre care Italia, Germania, Austria, Marea Britanie, Statele Unite ale Americii, Portugalia.

#### Al doilea război mondial. Opere de maturitate
În noiembrie 1939, Enescu a donat președintelui Consiliului de Miniștri al României de la acea vreme 100.000 de lei, pentru apărarea țării. Tot în același an, Enescu este numit senator de regele Carol al II-lea, în timpul dictaturii regale.
În timpul celui de Al doilea război mondial, rămas în București, a avut o activitate dirijorală bogată, încurajând și creațiile unor muzicieni români ca Mihail Jora, Constantin Silvestri, Ionel Perlea, Nicolae Brânzeu, Sabin Drăgoi. După război a dat concerte împreună cu David Oistrach, Lev Oborin, Emil Gilels și Yehudi Menuhin, care l-a vizitat la București și la Sinaia.
În 1942, atunci când România a început să pună în practică programul de epurare etnică, s-a dus sa vorbească cu Prim-Ministrul Ion Antonescu intervenind ca muzicanții romi să nu fie deportați, afirmând că „pleacă și el în caz de-i duce muzicanții la Bug".

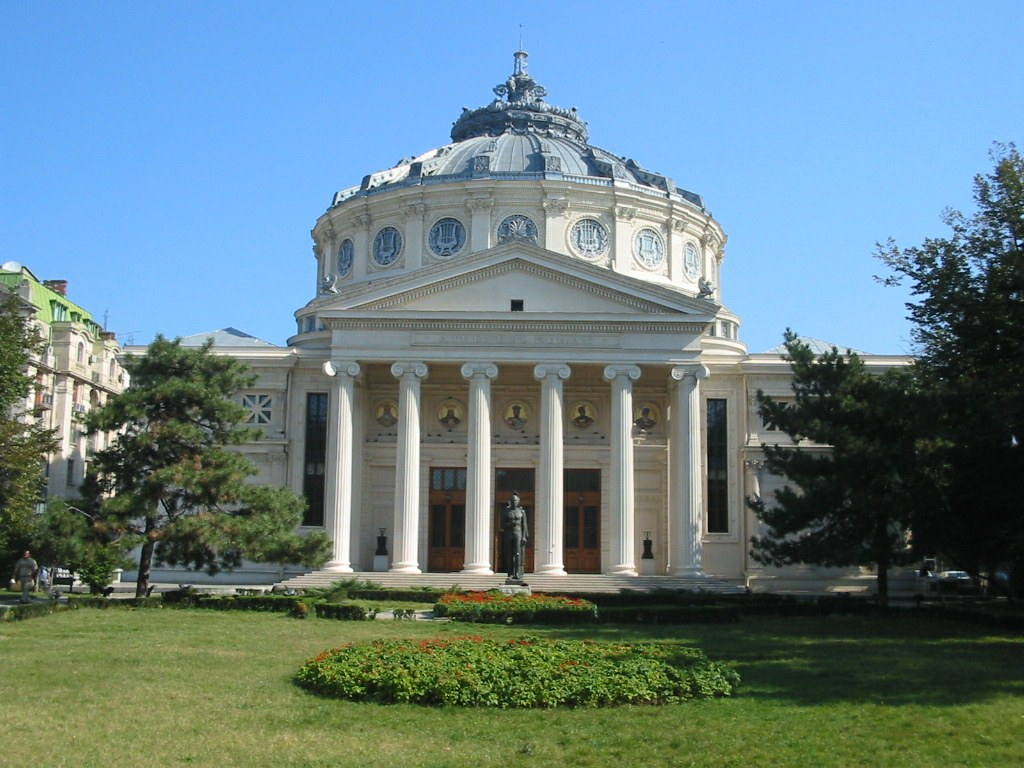
Ateneul Român, sediul Filarmonicii George Enescu

### Ultimii ani. Exilul
În ultimii ani ai vieții a compus Cvartetul de coarde Nr. 2, Simfonia de Cameră pentru douăsprezece instrumente soliste, a desăvârșit Poemul simfonic Vox Maris pentru soprană, tenor, cor și orchestră, schițat încă din 1929, Simfoniile Nr. 4 și 5 rămase neterminate (au fost orchestrate mai târziu de compozitorul Pascal Bentoiu).
La alegerile din 1946, Enescu este ales deputat de Dorohoi, din partea Blocului Partidelor Democrate (Enescu a candidat pe listele BPD ca independent), alianță politică dominată de Partidul Comunist Român.
Odată instaurată dictatura comunistă, s-a exilat definitiv la Paris. Până în 1949, deși aflat în străinătate, a deținut încă funcția de președinte al Societății Compozitorilor din România. La 22-23 octombrie 1949 Societatea a fost înlocuită de Uniunea Compozitorilor, în care Enescu nu mai figura nici ca membru. S-a stins din viață la Paris în noaptea dintre 3 și 4 mai 1955. A fost înmormântat în cimitirul Père-Lachaise din Paris, într-un cavou de marmură albă, aflat la poziția 68.

## Interpretul

### Pianist
Deși este cunoscut în principal ca un virtuoz al viorii, George Enescu era și un pianist rafinat, apreciind posibilitățile polifonice pe care i le dădea pianul, în comparație cu vioara.

### Dirijor
Într-un articol prilejuit de debutul recent al sezonului muzical bucureștean din 1936, în care George Enescu avea programate 10 recitaluri, patru concerte simfonice și șase camerale, cronicarul Mihail Sebastian scria:
„George Enescu impune respectul artei, o înaltă conștiință a valorilor, o mare disciplină a muncii. [...] Extraordinar artist, Enescu este, deopotrivă, un excepțional educator. Vocația sa dirijorală se vede că răspunde nu numai necesității de exprimare personală, dar și unei nevoi de a transmite celorlalți o tehnică de lucru, de a le insufla consecvență artistică. Dirijorul este un profesor. Rolul lui este de a comunica învățături. Cînd George Enescu ia bagheta, ai certitudinea că te afli în fața unui magistru.”
În cronica elogioasă, în care contrasta viguroasa măiestrie a lui Enescu cu orchestra „inegală, ezitantă” care era Filarmonica la acel moment, Sebastian descria complementaritatea dintre artă și iscusință tehnică la dirijor, scriind:
„Enescu este un tulburător poet al baghetei și un desăvîrșit tehnician. Ne ajută să simțim din plin muzica (pentru că o trăiește el însuși), ceea ce nu-l împiedică să controleze extrem de riguros toate detaliile orchestrei, fiecare instrument, fiecare executant. Însuflețirea lui e egală cu vigilența sa, lirismul egal cu precizia.

A lucra sub o asemenea îndrumare ar fi o onoare și o șansă pentru oricare orchestră din lume, oricît de impozantă, oricît de reputată ar fi ea. Dar cînd astfel de noroc dă peste o orchestră inegală, ezitantă, cum e Filarmonica noastră – bagheta lui George Enescu ia aspectul unei extraordinare funcții educative.”

## Creatorul

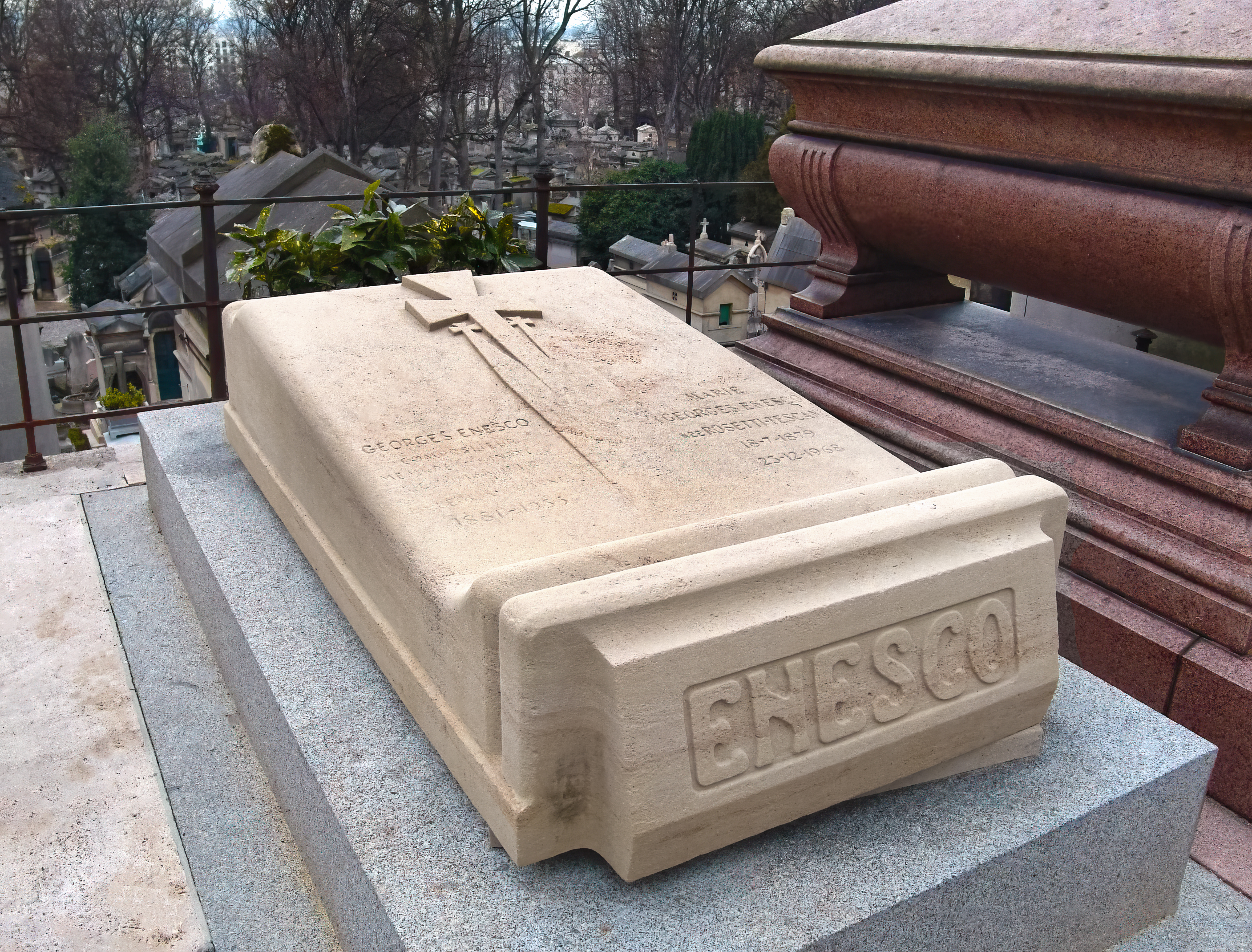
Mormântul lui George Enescu din Cimetière du Père Lachaise - Paris

### Compozitor
Despre activitatea sa muzicală, George Enescu spunea: „În lumea muzicii eu sunt cinci într-unul: compozitor, dirijor, violonist, pianist și profesor. Cel mai mult prețuiesc darul de a compune muzica și nici un muritor nu poate poseda o fericire mai mare…”, opinie împărtășită și de Andrei Tudor, care scria că „[d]in multipla sa activitate, în care s-a afirmat cu egală strălucire, opera componistică reprezintă latura cea mai esențială și, desigur, cea mai trainică a complexei sale personalități artistice.”
Stilul componistic al lui George Enescu este greu de definit, oscilând între stilul romantic monumental al lui Richard Wagner (în Simfonia Nr. 1), influențele muzicii franceze (de exemplu, în Cântecele pe versuri de Clément Marot), tendințele neo-baroce (în Suita orchestrală Nr. 2) și exprimarea modernă cu totul personală din muzica de cameră, opera Oedip sau Simfonia de Cameră. Nu trebuie uitată influența folclorului românesc, evidentă în cele două Rapsodii Române, Sonata pentru vioară cu caracter popular românesc, Suita orchestrală Nr. 3, sătească.
Celebritatea internațională a lui George Enescu - de care era el însuși intrigat - se datorează în special Rapsodiei Române Nr. 1, popularizată mai ales de Leopold Stokowski la pupitrul Orchestrei Filarmonice din Philadelphia, uitându-se marile sale creații. Prin Festivalurile Internaționale „George Enescu”, care au loc cu regularitate în București cu participarea unor muzicieni de faimă mondială, opera muzicală enesciană este pusă în valoare.

### Creația

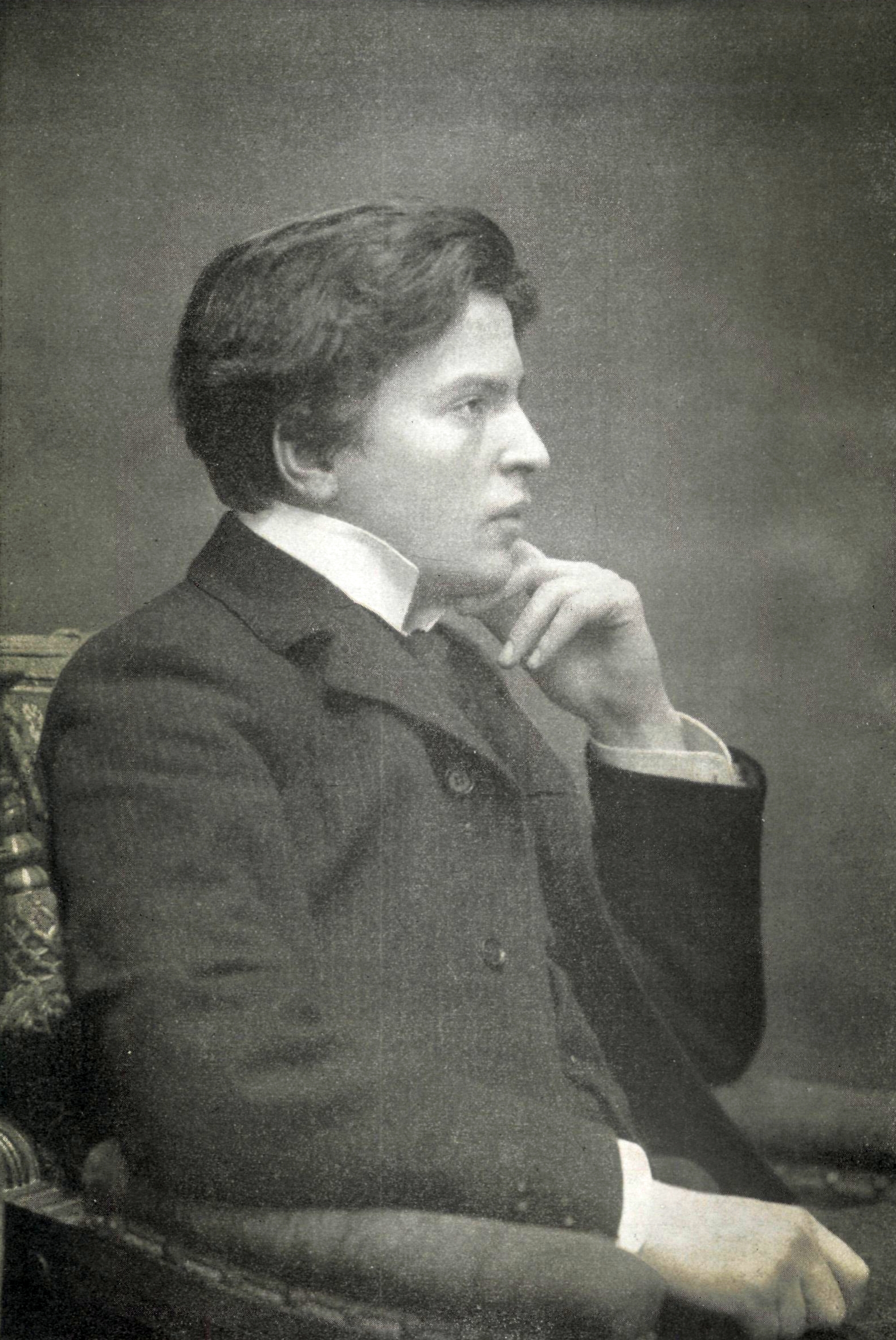
George Enescu

#### Opere
- Oedip - tragedie lirică în patru acte pe un libret de Edmond Fleg, Op. 23 (1910-1931)

#### Simfonii
- Simfonia nr. 1 în Mi bemol major, Op. 13 (1905)
- Simfonia nr. 2 în La major, Op. 17 (1912-1914)
- Simfonia nr. 3 în Do major pentru orchestră și cor, Op. 21 (1916-1918)

#### Alte lucrări orchestrale
- Poema română, suită simfonică pentru orchestră, Op. 1 (1897)
- Rapsodia română nr. 1 în La major, Op. 11 (1901)
- Rapsodia română nr. 2 în Re major, Op. 11 (1901)
- Suita orchestrală nr. 1 în Do major, Op. 9 (1903)
- Suita orchestrală nr. 2 în Do major, Op. 20 (1915)
- Suita orchestrală nr. 3 în Re major "Săteasca", Op. 27 (1937-1938)

#### Muzică de cameră
Cvartete pentru coarde
- Cvartet pentru coarde nr. 1 în Mi bemol major, Op. 22, Nr. 1 (1920)
- Cvartet pentru coarde nr. 2 în Sol major, Op. 22, Nr. 2 (1950-1952)

Sonate
- Sonata pentru vioară nr. 1 în Re major, Op. 2 (1897)
- Sonata pentru vioară nr. 2 în Fa minor, Op. 6 (1899)
- Sonata pentru vioară nr. 3 în La minor "în caracter popular românesc", Op. 25 (1926)
- Sonata pentru violoncel nr. 1 în Fa minor, Op. 26, Nr. 1 (1898)
- Sonata pentru violoncel nr. 2 în Do major, Op. 26, Nr. 2 (1935)

Alte lucrări de cameră
- Octet pentru coarde în Do major, Op. 7 (1900)
- Cantabile și presto pentru flaut și pian (1904)
- Dixtuor în Re major pentru suflători, Op. 14 (1906)
- Concertstück pentru violă și pian (1906)
- Légende pentru trompetă și pian (1906)
- Cvartet pentru pian nr. 1 în Re major, Op. 16 (1909)
- Impressions d'Enfance (Impresii din copilărie) pentru vioară și pian, Op. 28 (1940)
- Cvintet pentru pian în La minor, Op. 29 (1940)
- Cvartet pentru pian nr. 2 în Re minor, Op. 30 (1943-1944)
- Simfonia de cameră pentru 12 instrumente, Op. 33 (1954)

Muzică pentru pian
- Suita pentru pian nr. 1 în Sol minor "în stil vechi", Op. 3 (1897)
- Suita pentru pian nr. 2 în Re major, Op. 10 (1901-1903)
- Suita pentru pian nr. 3 (Pieces impromptues), Op. 13 (1913-1916)
- Sonata pentru pian nr. 1 în Fa diez minor, Op. 24, Nr. 1 (1924)
- Sonata pentru pian nr. 3 în Re major, Op. 24, Nr. 3 (1933-1935)

## Casele Enescu

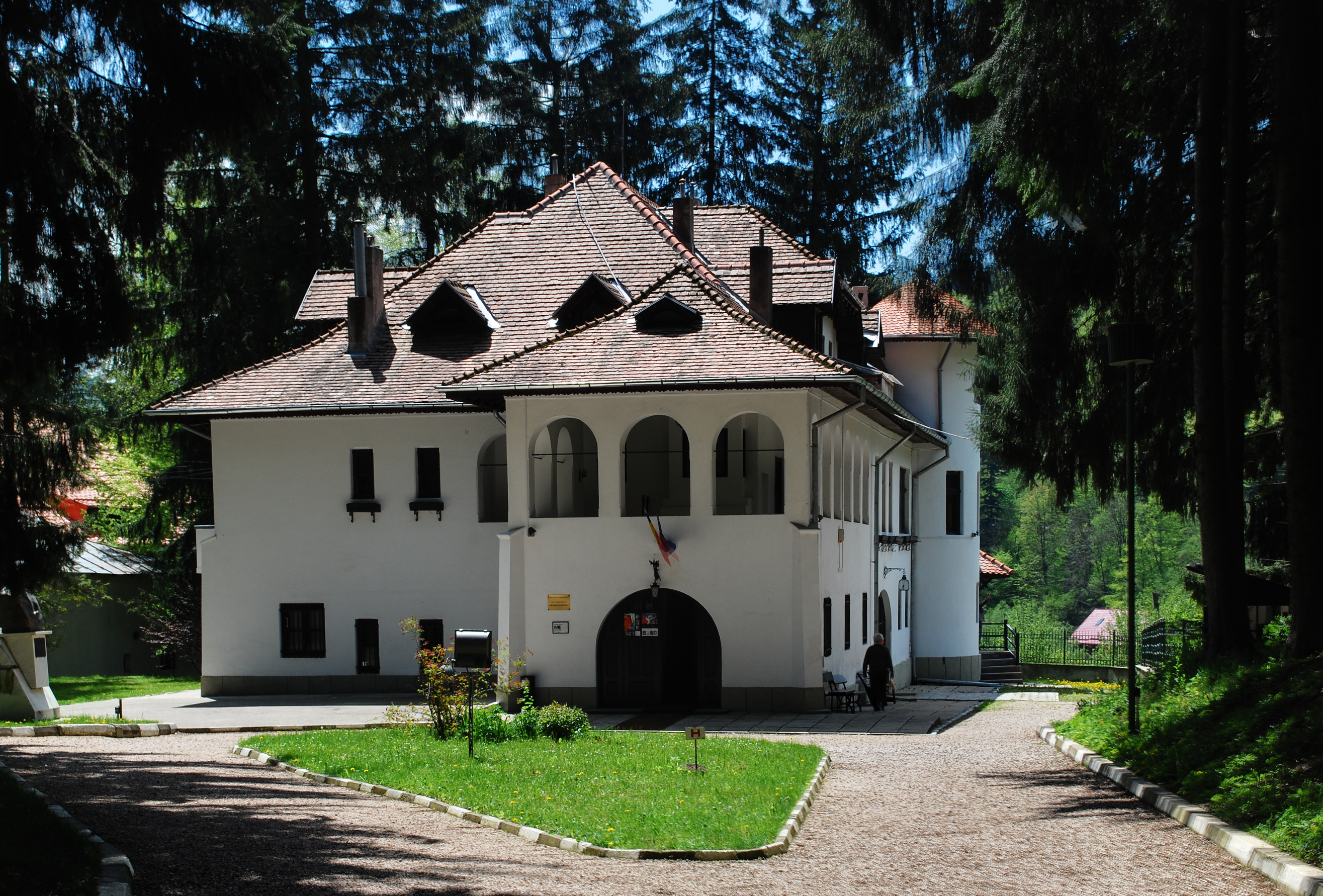
Casa memorială G. Enescu de la Cumpătu, Sinaia

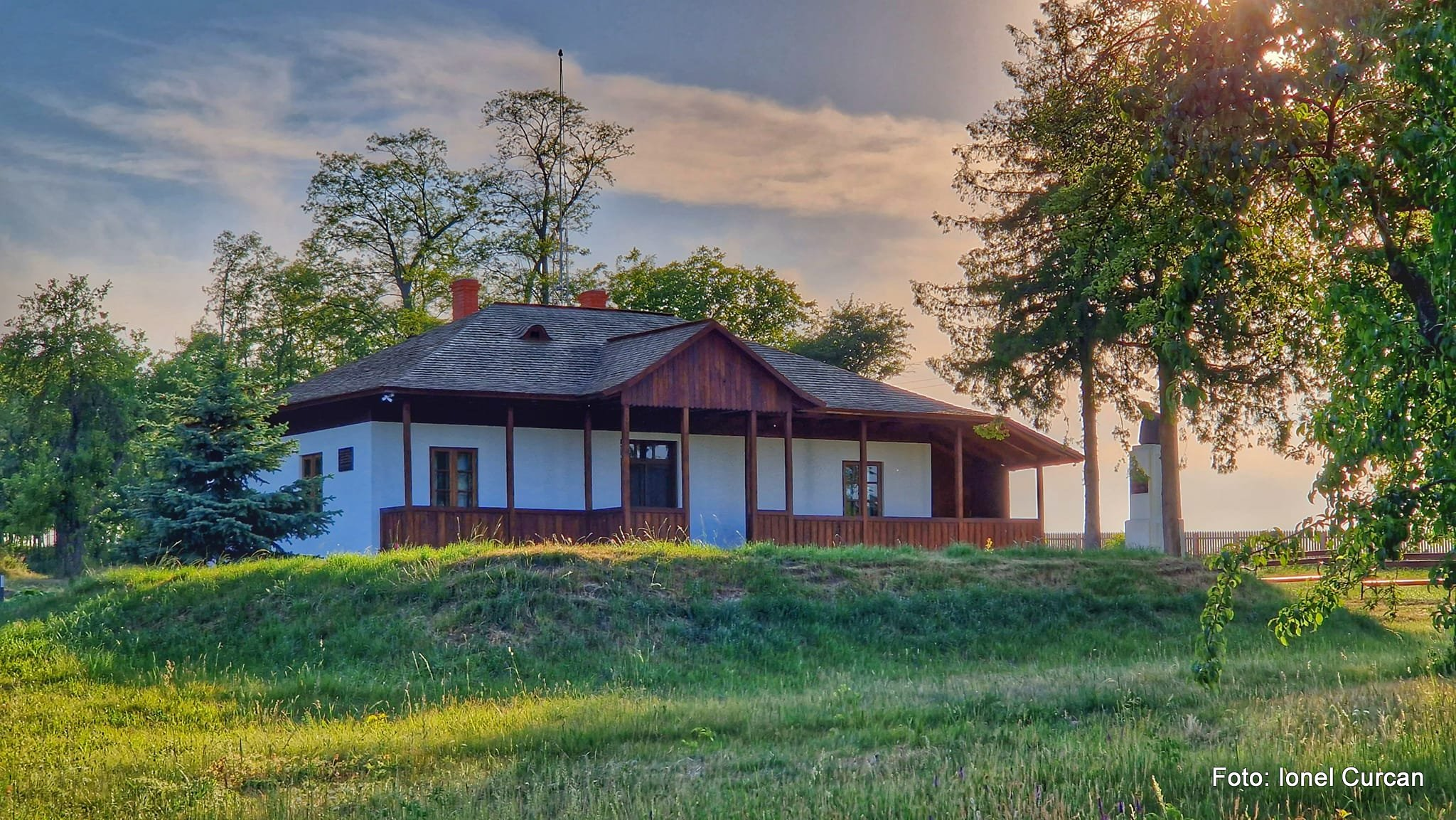
Casa memorială, unde s-a născut George Enescu din Liveni, județul Botoșani

În București se găsește Muzeul Național „George Enescu", găzduit în trei camere din Palatul Cantacuzino de pe Calea Victoriei. În anexa din spatele palatului, deschisă publicului, au locuit Maruca și Enescu.
Lângă Moinești se găsește conacul de la Tescani, donat de soția lui Enescu statului român cu condiția ca acesta să construiască aici un centru de cultură pentru artiști. La Liveni se găsește casa în care a copilărit compozitorul. În Dorohoi se află Muzeul Memorial „George Enescu” din Dorohoi în casa tatălui compozitorului, Costache Enescu. Există o Casă memorială „George Enescu” în Sinaia (Vila Luminiș, cartier Cumpătul, pe aleea Yehudi Menuhin). În conacul din Tescani, Bacău („Centrul Cultural Rosetti-Tescanu”), statul român a deschis în anii '80 un centru de creație, aici au fost compuse opere literare (Jurnalul de la Tescani, de Andrei Pleșu) și au loc în fiecare an tabere de pictură și de filosofie.
Casa din Mihăileni a bunicului matern, în care Enescu a petrecut o parte din copilărie, a ajuns până în 2014 într-o stare avansată de deteriorare. A fost salvată în august 2014 de la demolare de o echipă de arhitecți voluntari.